# Alta (automobilka)

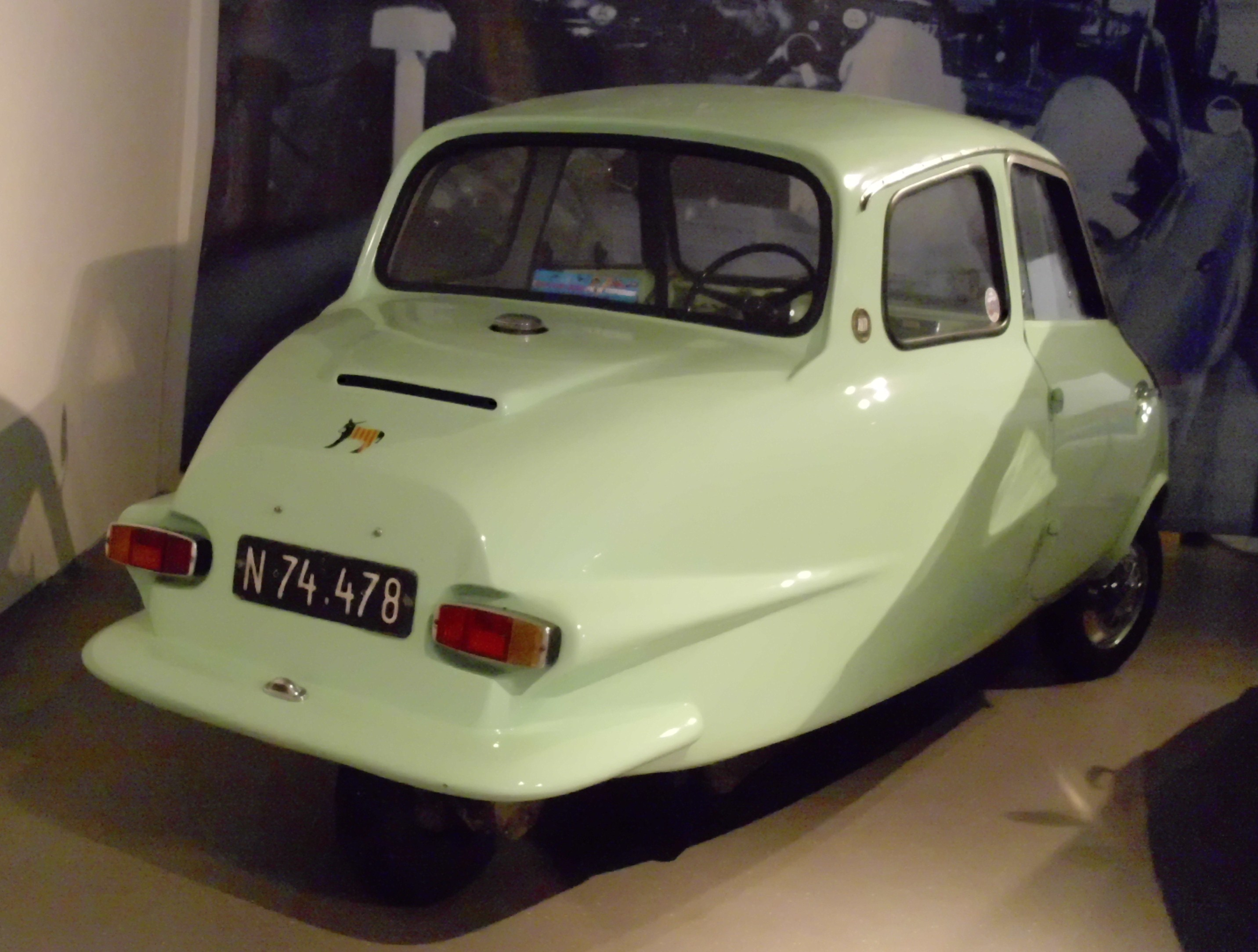
Alta A200 z roku 1968

Alta byl řecký výrobce motocyklů a lehkých i těžších tříkolových nákladních a osobních automobilů v letech 1962–1978.
Výroba motocyklů a tříkolových vozidel s motory Sachs 50cc byla zahájena v první továrně v Aténách v roce 1962. Model motocyklu 50S byl známý svou spolehlivostí (některé přežívají dodnes v dobrém provozním stavu).
V roce 1967 Alta navrhla a vyvinula model A700, těžší tříkolový vozík s dvouválcovým motorem BMW 35 hp, jedním kolem vpředu a užitečným zatížením 800 kg. Nákladní automobil s příjemným designem a vysokou spolehlivostí se stal jedním z nejúspěšnějších vozidel svého druhu v Řecku.
V roce 1968 Alta představila tříkolový osobní vůz s jedním kolem vzadu, model A200 (tři kola byla podle řeckého práva klasifikována odlišně). Vůz byl poháněn motorem Heinkel 200cc a byl založen na německém Fuldamobilu (vyráběném také společností Attica v Řecku na základě licence), ale s vlastním designem karoserie Alty. Společnost přesunula výrobu do nové, větší továrny v Eleusis, kde fungovala až do roku 1978.